# オーバーライト/脳内Survivor
「オーバーライト/脳内Survivor」（オーバーライト/のうないサバイバー）は、日本のヴィジュアル系ロックバンド・BREAKERZの13作目のシングル。

## 概要
- 前作「Miss Mystery」から約5か月ぶりにして、アルバム『BREAKERZ BEST 〜SINGLE COLLECTION〜』からの先行シングル。「LAST † PRAY/絶対! I LOVE YOU」以来2作ぶりの両A面シングルとして発売された。
- 表題1曲目はテレビアニメ『名探偵コナン』のエンディングテーマに起用された[1][2]。テレビアニメ並びに『名探偵コナン』のタイアップを担当するのは2作連続通算5度目、エンディングテーマとしては「月夜の悪戯の魔法」以来3作ぶり通算3度目となった。
- 表題2曲目はメンバーのDAIGOがCM出演するブシロード『カードファイト!! ヴァンガード』の公式イメージソング並びにDAIGO主演の単発ドラマ『STAND UP!ヴァンガード』のメインテーマに起用された[1][2]。
- ジャケットの異なる初回限定盤Aと初回限定盤B、通常盤の3形態で発売された。特典として初回限定盤Aには表題1曲目のミュージッククリップとオフショット映像を収録したDVDが、初回限定盤Bには表題2曲目のミュージッククリップとオフショット映像を収録したDVDが、通常盤にはランダムで全4種類からなるトレーディングカードが同梱された[1][2]。また、全形態購入者特典として「BREAKERZとサバイバル体験賞」「日本武道館ライブ招待＆記念写真撮影賞」「残暑お見舞い生電話賞」「BREAKERZオーバーライトフォトアルバム賞」に応募できる抽選会企画が催された[3]。
- オリコン週間チャート初登場5位を獲得。13作連続でのトップ10入りと、2作連続通算7作目のトップ5入りを果たした。

## 収録曲
| 全作詞: DAIGO、全編曲: BREAKERZ。 |                                              |       |         |                      |
| #                                 | タイトル                                     | 作詞  | 作曲    | ストリングスアレンジ |
| 1.                                | 「オーバーライト」                           | DAIGO | AKIHIDE | 池田大介、BREAKERZ   |
| 2.                                | 「脳内Survivor」                             | DAIGO | SHINPEI |                      |
| 3.                                | 「EMILY ～Acoustic Version～」               | DAIGO | AKIHIDE |                      |
| 通常盤.                           | 「Miss Mystery ～「名探偵コナン」TV size～」 | DAIGO | DAIGO   |                      |

### 解説
1. オーバーライト
生のストリングスを取り入れた、シングル表題曲としては「光」以来7ぶりのバラードナンバー。テレビアニメ『名探偵コナン』のエンディングテーマを担当することが決定した際に、元々制作されていたストック楽曲や、今回のために制作した楽曲をメンバーで持ち寄り、エンディングに相応しく、かつメンバーがやってみたい楽曲として選出された。タイトルは上書きや更新を意味している[4]。
2. 脳内Survivor
SHINPEIはこの楽曲のギターリフについて「CMでも放送されることを想定して、サビの前に印象に残るのを作ろうというのは制作の初期段階からあった」と語っている。タイトルはDAIGOによると、カードゲームも人生も頭を使ってイメージして行動する点がリンクしていると感じたため命名したという[4]。
ミュージッククリップにはプロレスラーの真壁刀義が出演している[4]。
3. EMILY ～Acoustic Version～
2ndアルバムの収録曲のアコースティックバージョン。原曲にはなかったラテンの要素が取り入れられたほか、この楽曲ではSHINPEIがギターではなく鉄琴を演奏している[注 1][4]。
4. Miss Mystery ～「名探偵コナン」TV size～
通常盤にのみ収録されている、12thシングルの表題曲のテレビサイズバージョン。

## 参加ミュージシャン
BREAKERZ
- DAIGO：Vocal & Chorus
- AKIHIDE：Guitar & Chorus
- SHINPEI：Guitar & Chorus

Support Musician
- 土橋誠：Drums (#1,2)
- 美久月千晴：Electric Bass (#1)
- 松浦貴文：Electric Bass (#2)
- 栗原尚子 & Lime Ladies Orchestra：Strings (#1)
- 寺地秀行：Additional Synthe Programming (#2)

## タイアップ
- 読売テレビ放送制作・日本テレビ系列アニメ『名探偵コナン』シーズン17第2期エンディングテーマ (#1)
- ブシロード『カードファイト!! ヴァンガード』公式イメージソング (#2)
- テレビ東京系列単発ドラマ『STAND UP!ヴァンガード』メインテーマ (#2)

## 収録アルバム
- BREAKERZ BEST 〜SINGLE COLLECTION〜 (#1,2)

## インストアライブ
今作を引っ提げてのインストアイベントが下記5都市6会場で開催された。